# Campionatul Balcanic de Atletism din 1970
Campionatul Balcanic de Atletism din 1970, numit atunci Jocurile Balcanice sau Balcaniada, s-a desfășurat între 13 și 16 august 1970 pe Stadionul Republicii din București, România. Au participat Bulgaria, Grecia, Iugoslavia, Turcia și România. Carol Corbu a rostit jurământul atleților participanți.

## Rezultate
RM - record mondial; RC - record al competiției; RE - record european; RN - record național; PB - cea mai bună performanță a carierei

### Masculin
| Probă sportivă       | Aur                                                              | Aur          | Argint                                                                                | Argint    | Bronz                                                                                         | Bronz   |
| 100 m                | Ivan Karasi (YUG)                                                | 10,2 RC RN   | Vasilios Papageorgopoulos (GRE)                                                       | 10,3      | Gheorghe Zamfirescu (ROU)                                                                     | 10,4    |
| 200 m                | Ivan Karasi (YUG)                                                | 21,0 RC      | Gheorghe Zamfirescu (ROU)                                                             | 21,2      | Predrag Krizan (YUG)                                                                          | 21,2    |
| 400 m                | Tudor Puiu (ROU)                                                 | 46,5 RC      | Miro Kocuvan (YUG)                                                                    | 47,2      | Stavros Tziortzis (GRE)                                                                       | 47,4    |
| 800 m                | Jože Međimurec (YUG)                                             | 1:48,1 RC    | Slavko Koprivica (YUG)                                                                | 1:48,8    | Gheorghe Ungureanu (ROU)                                                                      | 1:49,5  |
| 1500 m               | Jože Međimurec (YUG)                                             | 3:49,8       | Atanas Atanasov (BUL)                                                                 | 3:50,3    | Vladan Đorđević (YUG)                                                                         | 3:50,9  |
| 5000 m               | Dane Korica (YUG)                                                | 14:12,6      | Mihail Jelev (BUL)                                                                    | 14:12,8   | Gheorghi Tihov (BUL)                                                                          | 14:14,6 |
| 10 000 m             | Dane Korica (YUG)                                                | 30:08,2      | Gheorghi Tihov (BUL)                                                                  | 30:08,6   | Nicolae Mustață (ROU)                                                                         | 30:16,2 |
| Maraton              | Hüseyin Aktaş (TUR)                                              | 2:27:52      | Hikmet Rasimov (BUL)                                                                  | 2:31:02   | Aurel Scolobiuc (ROU)                                                                         | 2:31:26 |
| 3000 m obstacole     | Mihail Jelev (BUL)                                               | 8:47,4       | Ion Dima (ROU)                                                                        | 8:48,8    | Petko Iordanov (BUL)                                                                          | 8:50,4  |
| 110 m garduri        | Nicolae Perțea (ROU)                                             | 14,1         | Dragan Stoičević (YUG)                                                                | 14,2      | Slavko Dimitrov (BUL)                                                                         | 14,2    |
| 400 m garduri        | Stavros Tziortzis (GRE)                                          | 50,7 RC RN   | Ion Rățoi (ROU)                                                                       | 50,8      | Valeriu Jurcă (ROU)                                                                           | 51,8    |
| Ștafetă 4×100 m      | Iugoslavia Gabor Lengyel Ivan Karasi Jovan Mušković Miro Kocuvan | 40,0 =RC     | Bulgaria · Dimcio Arnaudov · Gheorghi Iovcev · Gheorghi Țvetkov · Trendafil Terziiski | 40,4      | Grecia Christos Haralambakis Panagiotis Nikolaidis Sotirios Viridis Vasilios Papageorgopoulos | 40,5    |
| Ștafetă 4×400 m      | Iugoslavia Ivan Karasi Josip Alebic Jože Međimurec Miro Kocuvan  | 3:08,4 RC RN | Grecia Dimitri Tombaitis Haris Dimitriou Panagiotis Gasparinatos Stavros Tziortzis    | 3:10,0 RN | Bulgaria · Alexander Ianev · Gheorghi Bojkov · Krestiu Hristov · Iordan Todorov               | 3:10,1  |
| 20 km marș           | Leonida Caraiosifoglu (ROU)                                      | 1:34:16      | Nicolae Maxim (ROU)                                                                   | 1:36:03   | Stanimir Stoikov (BUL)                                                                        | 1:37:47 |
| Săritura în înălțime | Ioannis Koussoulas (GRE)                                         | 2,11         | Șerban Ioan (ROU)                                                                     | 2,11      | Petar Bogdanov (BUL)                                                                          | 2,08    |
| Săritura cu prăjina  | Christos Papanikolaou (GRE)                                      | 5,40 RC      | Dimităr Hlebarov (BUL)                                                                | 4,90      | Dinu Piștalu (ROU)                                                                            | 4,90    |
| Săritura în lungime  | Vasile Sărucan (ROU)                                             | 7,69         | Mihai Zaharia (ROU)                                                                   | 7,61      | Milan Spasojević (YUG)                                                                        | 7,57    |
| Triplusalt           | Carol Corbu (ROU)                                                | 16,65 RC     | Șerban Ciochină (ROU)                                                                 | 16,40     | Gheorghi Stoikovski (BUL)                                                                     | 16,10   |
| Aruncarea greutății  | Ivan Ivančić (YUG)                                               | 18,54        | Georgios Lemonis (GRE)                                                                | 17,97     | Tencio Gospodinov (BUL)                                                                       | 17,04   |
| Aruncarea discului   | Todor Artarski (BUL)                                             | 56,70        | Iosif Nagy (ROU)                                                                      | 55,88     | Christos Kabitsis (GRE)                                                                       | 54,34   |
| Aruncarea ciocanului | Giorgios Babaniotis (GRE)                                        | 68,94        | Todor Manolov (BUL)                                                                   | 64,24     | Dimităr Mindov (BUL)                                                                          | 64,20   |
| Aruncarea suliței    | Dezideriu Szilaghi (ROU)                                         | 76,16        | Milcio Milenski (BUL)                                                                 | 75,46     | Dinio Dinev (BUL)                                                                             | 73,44   |
| Decatlon             | Kurt Socol (ROU)                                                 | 7771 RC RN   | Spas Djurov (BUL)                                                                     | 7657 RN   | Andrei Sepci (ROU)                                                                            | 7628    |

### Feminin
| Probă sportivă       | Aur                                                                           | Aur          | Argint                                                                            | Argint    | Bronz                                                                  | Bronz   |
| 100 m                | Mariana Goth (ROU)                                                            | 11,5 RC RN   | Sofka Kazandjeva (BUL)                                                            | 11,7 RN   | Jelica Pavličić (YUG)                                                  | 11,7    |
| 200 m                | Ivanka Venkova (BUL)                                                          | 23,9 RN      | Mariana Goth (ROU)                                                                | 24,0      | Jelica Pavličić (YUG)                                                  | 24,2    |
| 400 m                | Alexandrina Bădescu (ROU)                                                     | 54,1         | Ileana Silai (ROU)                                                                | 55,0      | Svetla Zlateva (BUL)                                                   | 55,0    |
| 800 m                | Vera Nikolić (YUG)                                                            | 2:02,3       | Ileana Silai (ROU)                                                                | 2:02,5    | Fița Rafira (ROU)                                                      | 2:07,2  |
| 1500 m               | Vera Nikolić (YUG)                                                            | 4:20,4 RC RN | Natalia Andrei (ROU)                                                              | 4:23,5    | Veselinka Milošević (YUG)                                              | 4:24,6  |
| 100 m garduri        | Valeria Bufanu (ROU)                                                          | 13,5 RC =RN  | Nedealka Anghelova (BUL)                                                          | 13,7      | Elena Mîrza (ROU)                                                      | 14,0    |
| Ștafetă 4×100 m      | Bulgaria · Ivanka Venkova · Ivanka Valkova · Sofka Kazandjeva · Monka Bobceva | 45,9         | România · Eleonora Monoranu · Mariana Filip · Alexandra Anghelescu · Mariana Goth | 46,0      | Iugoslavia Jelica Pavličić Ljubica Mrđa Jelica Anić Emina Pilav        | 46,4 RN |
| Ștafetă 4×400 m      | România · Fița Rafira · Alexandrina Bădescu · Mariana Filip · Ileana Silai    | 3:39,2 RC RN | Bulgaria · Svetla Zlateva · Stefka Iordanova · Liliana Tomova · Djena Bineva      | 3:43,7 RN | Iugoslavia Đulesma Bašić Vera Nikolić Snežana Glavina Mirjana Radojčić | 3:47,2  |
| Săritura în înălțime | Cornelia Popescu (ROU)                                                        | 1,85 RC =RN  | Snežana Hrepevnik (YUG)                                                           | 1,83 RN   | Virginia Bonci (ROU)                                                   | 1,76    |
| Săritura în lungime  | Viorica Viscopoleanu (ROU)                                                    | 6,43         | Nedealka Anghelova (BUL)                                                          | 6,23      | Elena Vintilă (ROU)                                                    | 6,12    |
| Aruncarea greutății  | Ivanka Hristova (BUL)                                                         | 17,82 RC RN  | Ana Sălăgean (ROU)                                                                | 15,48     | Lia Manoliu (ROU)                                                      | 14,94   |
| Aruncarea discului   | Olimpia Cataramă (ROU)                                                        | 57,28        | Lia Manoliu (ROU)                                                                 | 56,00     | Vasilka Stoeva (BUL)                                                   | 54,66   |
| Aruncarea suliței    | Elisabeta Prodan (ROU)                                                        | 50,10        | Ioana Stancu (ROU)                                                                | 49,02     | Liutvian Mollova (BUL)                                                 | 48,40   |
| Pentatlon            | Nedealka Anghelova (BUL)                                                      | 4920 RC RN   | Elena Vintilă (ROU)                                                               | 4723      | Đurđa Fočić (YUG)                                                      | 4434    |

## Clasament pe medalii
| Loc   | Țară       | Aur | Argint | Bronz | Total |
| ----- | ---------- | --- | ------ | ----- | ----- |
| 1     | România    | 15  | 17     | 12    | 44    |
| 2     | Iugoslavia | 11  | 4      | 9     | 24    |
| 3     | Bulgaria   | 6   | 13     | 13    | 32    |
| 4     | Grecia     | 4   | 3      | 3     | 10    |
| 5     | Turcia     | 1   | 0      | 0     | 1     |
| Total | Total      | 37  | 37     | 37    | 111   |